# Horst Preisler
Horst Preisler (* 2. August 1935; † 23. Februar 2022) war ein deutscher Marathon- und Ultramarathonläufer. Der Hamburger, bis 1999 Leiter der Personalabteilung des Berufsgenossenschaftlichen Unfallkrankenhauses Hamburg, war von 1995 bis zum 2. August 2011 Weltrekordler im Sammeln von Marathons; am 28. Januar 2012 waren es 1762 Marathons und Ultramarathons. Sein Nachfolger als Weltranglistenerster ist sein früherer Vereinskollege Christian Hottas, der beim TUI Marathon Hannover am 5. Mai 2013 als erster Mensch seinen 2000. Marathon lief.

## Sportliche Laufbahn
Preisler fing 1974 mit dem Laufen an. Nach einem Volkslauf über 20 km meldete er sich zu einem 100-km-Lauf an, den er in 15:48 h absolvierte. Im Lauf der Zeit verbesserte er sich über diese Distanz auf 8:15:38 h (1986, Rodenbach); über die 42,195-km-Distanz erzielte er seine Bestzeit von 2:54:39 h im Jahr 1984 beim Bienwald-Marathon. Seine Bestdistanz im 24-Stunden-Lauf beträgt 214,708 km, aufgestellt am 11. Oktober 1987 in Biel. Die längste Distanz, die er bei einem Wettkampf zurücklegte, waren 661,2 km bei einem Sechs-Tage-Lauf 1993 in La Rochelle.
1980 lief er, mit seinem Sohn als Fahrradbegleiter, quer durch Deutschland und legte dabei 1080 km in 18 Tagen zurück. 1995 war er einer von sieben Läufern, die zu einem Friedenslauf von Hiroshima nach Nagasaki (430 km) eingeladen wurden; diesen Lauf musste er allerdings nach 350 km wegen Darmkrämpfen aufgeben. Viermal beendete er den Spartathlon (245 km) erfolgreich. Insgesamt hat Preisler, Training und Wettkämpfe zusammengenommen, mehr als 200.000 km zu Fuß zurückgelegt.
Beim Berlin-Marathon 2000 beendete Preisler als erster Mensch zum 1000. Mal einen Marathon. Im selben Jahr lief er zum 10. Jahrestag der Deutschen Einheit zusammen mit seinem Schweriner Lauffreund Dietrich Barthel 816 km entlang der gesamten ehemaligen innerdeutschen Grenze. Bis 2014 nahm er an allen Austragungen des Hamburg-Marathons teil.
Horst Preisler startete für den TuS Berne und die LAV Hamburg-Nord. Zu seinem 70. Geburtstag veranstaltete er zusammen mit der LAV Hamburg-Nord auf der Tartanbahn des Sportparks Oldenfelde einen Geburtstagsmarathon, dessen Einnahmen einem Schulprojekt in Ghana gespendet wurden, das von seiner Tochter betreut wird. 2009 legte er für eine Videoinstallation des Künstlers Michael Schwarz die letzten drei Kilometer des Hamburg-Marathons mit einem umgeschnallten Gestell zurück, an dem eine Kamera befestigt war, die ihn in Nahaufnahme filmte. Das 31 Minuten lange Video wurde mit Interviews ergänzt zur Installation Lebenslauf, die 2010 auf der Messe Kunst direkt von einer Auswahlkommission für das Land Rheinland-Pfalz gekauft wurde.
2012 erschien im Kehrer Verlag der Bildband Silver Heroes des Fotokünstlers Karsten Thormaehlen, der Horst Preisler im Hamburger Hafen auf dem Titel zeigt. Das Vorwort schrieb John R. Beard, Director of Ageing and Life Course der Weltgesundheitsorganisation WHO. Das Projekt wurde 2013 für den Deutschen Alterspreis der Robert Bosch Stiftung nominiert.